# 270 f.Kr.
| 270 f.Kr.          |
| ------------------ |
| Dødsfald - Fødsler |
|                    |

## Født
- Hamilkar Barkas – karthagisk general (død 229 f.Kr.)

## Dødsfald
- Epikur – Græsk filosof.

| År | Spire Denne artikel om et år, årti, århundrede eller årtusinde er en spire som bør udbygges. Du er velkommen til at hjælpe Wikipedia ved at udvide den. |